# Штурм (фильм, 2022)
«Штурм» — казахстанский триллер Адильхана Ержанова. Премьера картины состоялась 26 января 2022 года на международном кинофестивале в Роттердаме, в российский прокат она вышла 4 августа 2022 года.

## Сюжет
Тазши, учитель математики в средней школе № 6 в ауле Каратас, разводится с женой, Леной, которая хочет забрать их сына, Даниала, в Москву, чему сам Тазши противостоит, и на глазах у своего класса спорит с бывшей супругой. Лена идёт к участковому, а Тазши чуть позже он закрывает класс на ключ и выходит на перекур.
В то же время, в школу вторгаются неизвестные, вооружённые люди, включая террористку-смертницу; на всех надеты маски. Они убивают нескольких людей, после чего из школы массово эвакуируются дети и персонал. К школе приезжает Лена с полицейскими, и они застают выстрелы.
Участковый собирает в отделении полиции персонал школы и родителей детей, чьи дети оказались в заложниках. Тазши изначально говорит, что вывел детей, но в итоге сознаётся, что они сидят в закрытом кабинете. Участковый вызывает спецназ, но так как все дороги к Каратасу замело, они смогут приехать лишь через несколько дней. Тазши понимает, что за это время дети могут погибнуть, и предлагает штурмовать школу самим.
Участники операции выезжают в степь, где они начинают готовиться к штурму — рисуют на снегу план школы и учатся стрелять. Все узнают, что Лена очень метко стреляет, и её определяют в снайперы; умственно неполноценный, но быстрый «Турбо» получает за свою скорость задание пробежать за короткое время до актового зала.
В момент штурма родители залезают по стремянке в туалет. Лена с дальнего расстояния ранит смертницу, которую потом добивает Тазши. Все добираются до актового зала, где террористы удерживают детей в заложниках; всех нападающих истребляют, и родители сразу же заключают детей в объятия.
В конечном итоге, в аул всё же приезжает спецназ, который конфискует у штурмовавших школу оружие и заставляет написать на листках что в школе в тот день якобы случился взрыв газа, дабы они не получили тюремные сроки. Детей увозят домой на автобусе; Тазши отпускает Лену с Даниалом, который на прощание машет отцу маской одного из нападавших.

## В ролях
| Актёр              | Роль                                   |
| ------------------ | -------------------------------------- |
| Азамат Нигманов    | учитель математики, отец Даниала Тазши |
| Александра Ревенко | мать Даниала Лена                      |
| Берик Айтжанов     | Сопа                                   |
| Теоман Хос         | директор школы                         |
| Нурбек Мукушев     | Жамжыш                                 |
| Нурлан Батыров     | Макс                                   |
| Еркен Губашев      | Дуло Стакан                            |
| Данияр Алшинов     | Турбо                                  |
| Нурлан Смаилов     | участковый                             |
| Тимур Муратов      | сын Тазши и Лены Даниал                |

## Критика
На кинофестивале в Реймсе 6 апреля 2022 года фильм завоевал Гран-при и приз критиков.
В мае 2022 года фильм получил гран-при Лос-Анджелесского фестиваля азиатского и тихоокеанского кино.